# Eukiefferiella communis
Eukiefferiella communis är en tvåvingeart som beskrevs av Pankratova 1950. Eukiefferiella communis ingår i släktet Eukiefferiella och familjen fjädermyggor. Inga underarter finns listade i Catalogue of Life.